# Franqueville-Saint-Pierre
Franqueville-Saint-Pierre is een gemeente in het Franse departement Seine-Maritime (regio Normandië) en telt 5301 inwoners (2005). De plaats maakt deel uit van het arrondissement Rouen.

## Geografie
De oppervlakte van Franqueville-Saint-Pierre bedraagt 8,6 km², de bevolkingsdichtheid is 616,4 inwoners per km².
De onderstaande kaart toont de ligging van Franqueville-Saint-Pierre met de belangrijkste infrastructuur en aangrenzende gemeenten.

## Demografie
Onderstaande figuur toont het verloop van het inwonertal (bron: INSEE-tellingen).